# 萬氏尸逐鞮單于
萬氏尸逐鞮單于（？—124年），挛鞮氏，名檀，南匈奴第11任單于，為湖斜尸逐侯鞮單于之子，單于师子死後由他繼位，時年為东漢永元十年（98年）。

## 生平
萬氏尸逐鞮單于繼位後，连年派兵击北匈奴，多所虏获，使得北单于逢侯日趋困窘。109年，受汉人韩琮的鼓动一度叛汉，围攻美稷（今内蒙古准格尔旗西北），被汉军迎击，再派奥鞬日逐王率三千骑击汉兵，被汉将耿夔等所败。次年，听说汉军诸路并进，又遣使降汉。送还所掠汉民万余人，获赦，待遇如初。116年，随度辽将军邓遵在朔方击破先零羌。119年，再随邓遵在马城塞击破鲜卑。123年，被鲜卑大人其至鞬在曼柏（今内蒙古准格尔旗西北）击败，丧师千余人。124年，萬氏尸逐鞮單于去世。

## 文獻
- 《後漢書·南匈奴列傳》

| 前任： 堂兄亭獨尸逐侯鞮單于 | 匈奴單于 98年─124年 | 繼任： 弟烏稽侯尸逐鞮單于 |